# Microselia yemenensis
Microselia yemenensis är en tvåvingeart som beskrevs av Ronald Henry Lambert Disney 2006. Microselia yemenensis ingår i släktet Microselia och familjen puckelflugor. Inga underarter finns listade i Catalogue of Life.